# 極楽スタジアム
『極楽スタジアム』（ごくらくスタジアム、英文表記：PARADISE STADIUM）は、1991年10月から1992年9月まで日本テレビ系列で放送されていたトークバラエティ番組である。前番組『面白スタジアム』からの路線を一部踏襲しているが、司会は4人に増えた。

この番組を最後に『こちら夢スタジアム』から続いた『○○スタジアム』は当番組をもって幕を下ろした。

## 概要
前番組からコロッケが残留し、ゲスト出演者1～2組が外車のドアから登場（一般のトークバラエティにありがちなゲートからの登場は廃止）。前半はゲストとのトーク、後半は週代わりコーナー（ゲーム・クイズなど）という構成で繰り広げられていた。

## 出演者

### 司会
- コロッケ - この頃に活動の主軸をフジテレビから日本テレビに移すことになる[1]。
- 美川憲一 - 番組をまとめる役割を担当。『夜も一生けんめい。』での美川とは違い、楽しい話が多かった。
- 生島ヒロシ - まとめ役の江川卓とは違い、コロッケと共に笑いを取りにいく司会者だった。
- 高橋由美子 - この番組に出演していた当時は、女優として濃厚なキャラクターを確立する前だった。

## テーマ曲
いずれも東京パノラママンボボーイズ。
- オープニング：マンボのビート
- エンディング：パチンコ